# Ландовер Хилс (Мериленд)
Ландовер Хилс (енгл. Landover Hills) град је у америчкој савезној држави Мериленд.

## Демографија
По попису из 2010. године број становника је 1.687, што је 153 (10,0%) становника више него 2000. године.
| Група             | 2000.       | 2010.       |
| Белци             | 399 (26,0%) | 211 (12,5%) |
| Афроамериканци    | 984 (64,1%) | 730 (43,3%) |
| Азијати           | 14 (0,9%)   | 24 (1,4%)   |
| Хиспаноамериканци | 115 (7,5%)  | 689 (40,8%) |
| Укупно            | 1.534       | 1.687       |